# Giovanni Battista Zeno
Giovanni Battista Zeno, auch Giovanni Battista Zen, (* 1439/1440 in Venedig; † 8. Mai 1501 in Padua) war ein venezianischer Geistlicher, Bischof von Vicenza und Kardinal der Römischen Kirche.

## Leben
Giovanni Battista Zeno stammte aus der Familie eines Dogen von Venedig. Er war der Sohn des Nicolò Zeno und der Elisabetta Barbo, einer Nichte von Papst Eugen IV. und Schwester von Papst Paul II., damit war er ein Cousin des Kardinals Giovanni Michiel. Er studierte an der Universität Padua und promovierte dort zum Doktor der Rechte. Danach wurde er Primicerius der Patriarchalbasilika San Marco in Venedig und um 1462 Kanonikus der Vatikanbasilika. Er lebte bei seinem Onkel, Papst Paul II., im Vatikanpalast. Am 23. Dezember 1467 erhielt er das Benediktinerkloster Abbazia Santo Stefano in Carrara in der Diözese Padua sowie das Kloster Mozza in der Diözese Aquileia in commendam, nachdem der Papst darauf verzichtet hatte. Im Jahre 1467 wurde Giovanni Battista Zeno zum Apostolischen Protonotar ernannt.
Sein Onkel erhob ihn im Konsistorium vom 21. November 1468 zum Kardinaldiakon und verlieh ihm am 22. November 1468 die Titeldiakonie Santa Maria in Portico Octaviae. Am 18. März 1470 wurde Giovanni Battista Zeno zum Bischof von Vicenza ernannt, er trat dieses Amt jedoch erst 1478 an und hatte es bis zu seinem Tode inne. Wahrscheinlich noch im März 1470 optierte er für die Kardinalsklasse der Kardinalpriester mit der Titelkirche Sant’Anastasia und empfing kurz darauf die Bischofsweihe.
Im August 1470 wurde er zum Erzpriester der Vatikanbasilika ernannt. Er nahm am Konklave 1471 teil, aus dem Sixtus IV. als Papst hervorging. Am 9. Juni 1477 ernannte der Papst ihn zum legatus a latere in Venedig. Er wurde am 8. Oktober 1479 zum Kardinalbischof mit dem suburbikarischen Bistum Frascati erhoben. Am 7. Januar des folgenden Jahres wurde er zum Camerlengo des Heiligen Kardinalskollegiums gewählt, diese Position behielt er bis zum 8. Januar 1481. Danach diente er während des Pontifikates von Sixtus IV. als Legat in Perugia und Umbrien. Wiederum war er Teilnehmer am Konklave 1484, durch das Innozenz VIII. zum Papst gewählt wurde. Beim Konklave 1492, das Rodrigo Borgia (Alexander VI.) zum Papst wählte, gehörte Zeno selbst zu den Papabili, unterstützt von König Ferdinand I. von Neapel. Im Januar 1493 zog Kardinal Zeno sich auf seinen Bischofssitz in Padua zurück.
Giovanni Battista Zeno starb am Mittag des 8. Mai 1501 in Padua, er wurde vermutlich vergiftet. Sein Leichnam wurde nach Venedig überführt und dort im Markusdom beigesetzt. Im Jahr 1504 beauftragten die Prokuratoren von San Marco den Bildhauer Antonio Lombardo mit dem Bau einer Grabkapelle für Giovanni Battista Zeno (Cappella Zen), finanziert aus Zenos Vermächtnis an die Stadt. Nachdem Antonio Lombardo 1506 Venedig verlassen hatte, führten sein Vater Pietro und später sein Bruder Tullio dieses Werk fort. Antonio Lombardo werden neben dem Gesamtplan der Kapelle auch die Bronzeskulpturen des Altars zugeschrieben, eine thronende Madonna mit dem Kind (Madonna della Scarpa), flankiert von Petrus und Johannes dem Täufer, dem Namenspatron des Kardinals. Davor steht in der Mitte das Hochgrab des Kardinals mit seiner Liegefigur sowie am Sockel sechs personifizierten Tugenden.

## Wirken und Vermächtnis
Giovanni Battista Zeno galt als Mann von untadeligem Charakter. Er ließ mehrere Kirchen in Rom, Verona und Cremona bauen oder instand setzen.
Testamentarisch vermachte er der Republik Venedig 200.000 ducati unter der Bedingung, dass jedes Jahr ein Requiem für sein Seelenheil gefeiert werden sollte; weiters hinterließ er 50.000 scudi für wohltätige Zwecke. Der Doge und Senatoren der Republik Venedig pflegten an den Requien teilzunehmen. Seine Sammlung von 32 Tapisserien ist heute im Besitz des Museo di San Marco in Venedig.